# Peter Kaldheim
Peter Kaldheim (Nou Hampshire, Estats Units d'Amèrica, 13 de febrer de 1949 - Barcelona, 27 d'octubre de 2023) fou un escriptor estatunidenc.
Estava llicenciat en literatura anglesa per la Universitat de Dartmouth (Estats Units). Va desenvolupar la seva carrera en el món editorial de Nova York durant els anys 70 i 80 del segle xx, aconseguint fins i tot treball com editor a l'editorial Harcourt Brace. Posteriorment, Kaldheim va veure truncada la seva carrera com a escriptor i editor per la seva addicció a les drogues i a l’alcohol, que el va portar fins i tot a la presó de Rikers Island, a Nova York. Després de sortir de la presó als anys 80, va viatjar per tot els Estats Units, sense família ni diners, vivint al carrer i viatjant als trens de mercaderies. Se'l considerava un dels últims exponents vius de la generació beatnik.
Kaldheim només va publicar un llibre, El viento idiota, publicat en castellà per l'editorial Planeta. Es tracta d'una obra autobiogràfica que el va portar a Barcelona el 2020.
Va morir sobtadament la nit del 27 d'octubre de 2023 a la sala Cronopios de Barcelona mentre feia un monòleg.